# Міністерство Достатку
Міністерство Достатку (ново. Мінідост (англ. Miniplenty - від The Ministry of Plenty)) — вигаданий державний орган вперше показаний у романі-антіутопії Джорджа Орвелла «1984». Міністерство Достатку формує та реалізує державну політику у сфері економіки та торгівлі, контролює командну економіку Океанії.  Також на нього покладаються функції щодо реалізації державної регуляторної політики, державної політики з питань розвитку підприємництва, регулювання цінової політики.
У екранізації Майкла Редфорда міністерство перейменовано на Міністерство Виробництва  (англ. MiniProd - від The Ministry of Production).

## Діяльність
Міндост контролює нормування продуктів харчування, припасів і товарів . Як сказано в книзі Орвелла, економіка Океанії є дуже важливою, і необхідно, щоб громадськість постійно створювала марні та синтетичні запаси чи зброю для використання у війні, поки вони не мають доступу до засобів виробництва . Це центральна тема ідеї Океанії про те, що бідним, неосвіченим населенням легше керувати, ніж багатим, добре поінформованим. Телеекрани часто розповідають про те, як Старший Брат зміг збільшити економічне виробництво, навіть коли виробництво фактично впало (див. Міністерство Правди).

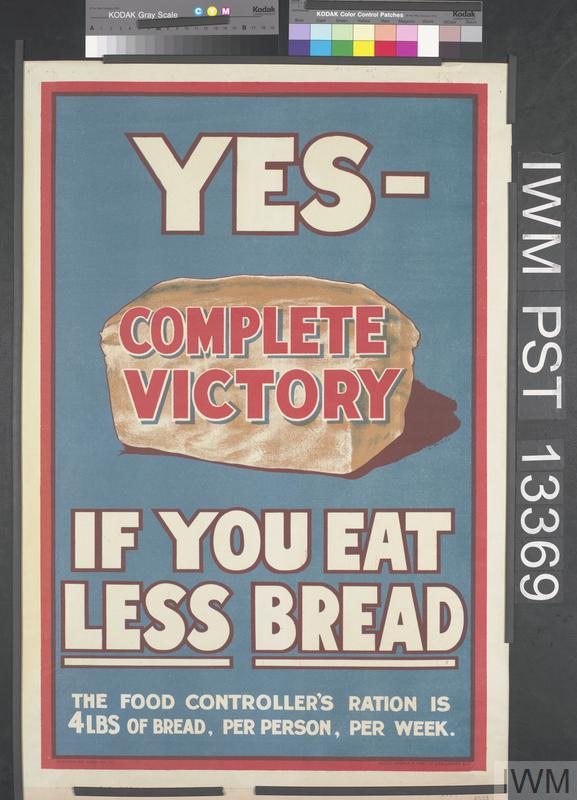
Британський плакат із нормуванням Другої світової війни

Як і інші міністерства, Міністерство Достатку, здається, названо абсолютно неправильно, оскільки воно, насправді, відповідає за підтримку стану вічної бідності, дефіциту та фінансової нестачі. Проте ця назва також доречна, оскільки, поряд із Міністерством Правди, іншою метою Міністерства Достатку є переконати населення, що воно живе в стані вічного процвітання. Орвелл зробив подібну згадку про Міністерство Достатку у своєму алегоричному творі «Колгосп тварин» (англ. «Animal Farm: A Fairy Story»), коли в розпал ферми свиня Наполеон наказує наповнити силос піском, а потім посипати зверху тонким шаром зерна., який змушує відвідувачів-людей дивуватися тим, що Наполеон вихвалявся кращою економічністю ферми.
Згідно з офіційною пропагандою партії Міністерство Достатку займається створенням та розподілом продуктів першої необхідності, починаючи з м'ясних продуктів і закінчуючи елоктроними товарами та телекомунікаційним обладнанням. Але насправді Міністерство Достатку хоч і виробляє всі ці речі, але набагато меншій кількості, а іноді ресурсів не вистачає для створення самих банальних продуктів, як одяг або бритва. Також насправді Міністерство Достатку створює штучний дефіцит товарів для тримання бідності населення серед членів зовнішньої партії, а в особливості серед пролів. Міністерство роздає статистику, яка є «нісенітницею».
Організація державних лотерей доручена департаменту Міністерства Достатку. Вони дуже популярні серед пролів, які купують квитки та сподіваються виграти великі призи — абсолютно марна надія, оскільки великі призи насправді взагалі не присуджуються, Міністерство Правди бере участь у шахрайстві та щотижня публікує імена неіснуючі великі переможці.